# Straß in Steiermark
Straß in Steiermark è un comune austriaco di 4 901 abitanti nel distretto di Leibnitz, in Stiria; ha lo status di comune mercato (Marktgemeinde).
Il 1º gennaio 2015 ha inglobato i comuni soppressi di Obervogau, Spielfeld e Vogau assumendo il nome di Straß-Spielfeld, ma dal 1º gennaio 2016 è tornato ad adottare quello di Straß in Steiermark.